# Штучне осіменіння
Шту́чне осімені́ння — введення сперми самця, взятої з банки або від донора, спеціальними інструментами в статеві органи самки для її запліднення; метод контрольованого відтворення шляхом введення раніше відібраної сперми самця, спеціальними інструментами в статеві органи самиці для її запліднення.
Штучне запліднення сільськогосподарських тварин роблять для інтенсивного використання високоцінних самців для поліпшення породних і продуктивних якостей тварин. Застосування цієї технології попереджає поширення ряду хвороб, що передаються при природному заплідненні. При штучному заплідненні риб ікру змішують з молоком й інкубують. Штучне осіменіння бджолиних маток стає важливою частиною в розведенні бджіл.
Штучне запліднення є основним методом якісного поліпшення худоби при використанні сперми видатних плідників як власних порід, так і найкращого світового генофонду.
Ефективність цього методу біотехнології розмноження залежить від міцної кормової бази, належних умов годівлі, утримання та експлуатації тварин, що сприяють прояву всіх фізіологічних функцій.

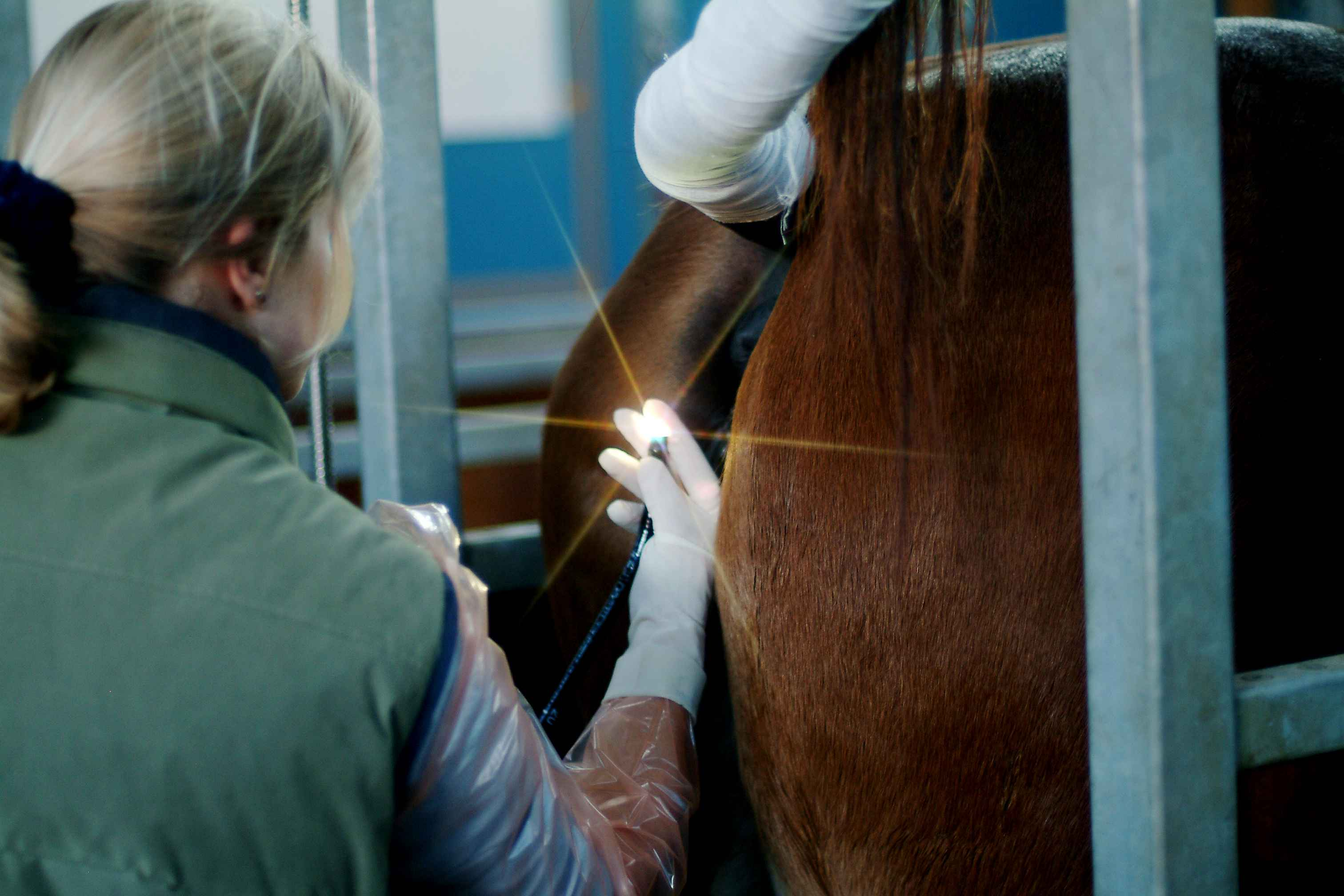
Штучне запліднення самки свійського коня

## Порядок виконання методу у тварин

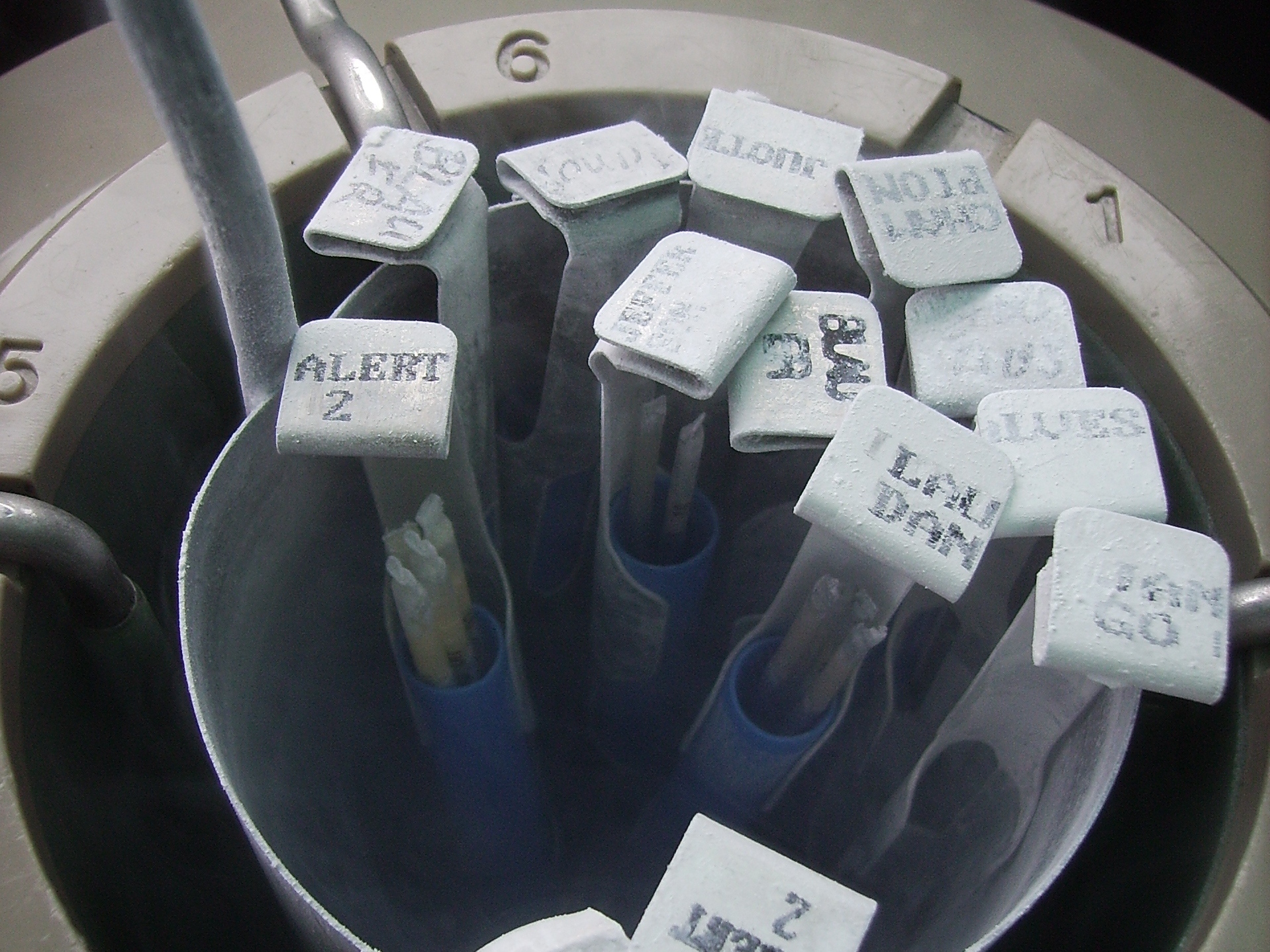
Заморожена сперма (на зображені показано використання посудини Дьюара)

Процес штучного осіменіння сільськогосподарських тварин складається з наступних етапів:
* відбір сперми
* аналіз сперми
* розбавлення сперми і упаковка
* заморожування сперми
* розподіл, зберігання і транспортування
* розморожування сперми
* штучне осіменіння самок
Сперму на пунктах штучного осіменіння зберігають в рідкому азоті в посудинах Дьюара.

## Значення штучного осіменіння тварин
- завдяки штучному осіменінню виводяться нові породи тварин (так було виведено Лебединську породу ВРХ, Архаро-Мериносову породу овець);
- одержують приплід від висококласних самців, які давно загинули;
- економічна вигода: не кожне господарство може закупити висококласного плідника;
- можливість перевезення сперми на великі відстані;
- боротьба з інфекційними і інвазійними хворобами, які передаються статевим шляхом;
- можна осіменити велику кількість самок (розбавлення сперми; отримання більшої кількості потомства).